# 良九世
聖良九世（拉丁語：Sanctus Leo PP. IX；1002年6月21日—1054年4月19日）本名埃吉賽姆-達格斯伯爾格的布魯諾（Bruno von Egisheim-Dagsburg），於亞爾薩斯出生。他於1049年2月2日當選教宗，10天後即位至1054年4月19日期間為止。

## 事蹟
1054年命宏伯特樞機往拜占庭調解因無酵餅、齋期等禮儀引起的爭論，但君士坦丁堡牧首馬格爾·賽魯拉留斯等教士卻都不願意接受宏伯特的意見。宏伯特憤怒衝入聖索非亞大教堂，以教宗詔書將牧首以及坐在高祭壇上的主教們都絕罰的文件，之後便走出教堂，因而造成東西教會大分裂。而君士坦丁堡方面則成立了東正教會。
而因此賽魯拉留斯宣告為「羅馬教宗是異端分子！」

## 對於教會改革的貢獻
為了改革教會而採用樞機團的組織，從西方教界聘請熱心改革的人士在羅馬擔任高級聖職，不僅成為教宗的貼身顧問，也改變聖職界的氛圍。而這樣的一個組織可以作為西方基督教界全部的代表，其中有三位人物對教會改革造成極大的影響。分別有：宏伯特、白人休哥或譯胡哥、以及希勒得布蘭（也就是後來的教宗額我略七世）。他曾在理姆斯會議上對於教會選舉有以下規定：「非得聖職界及信眾公舉，任何人皆不得升任至教會統治者的地位。」教宗權位因此提高不少。

## 譯名列表
- 良九世：天主教香港教區禮儀委員會：禧年專頁 （页面存档备份，存于）、香港天主教教區檔案　歷任教宗作良。
- 利奧九世：《大英簡明百科知識庫》2005年版[永久]作利奧。
- 利奧九世、列奧九世或萊奧九世：《世界人名翻譯大辭典》1993年版作庇護。
- 雷歐九世：國立編譯舘[永久]作雷歐。

| 天主教會職銜      | 天主教會職銜                               | 天主教會職銜      |
| ----------------- | ------------------------------------------ | ----------------- |
| 前任者： 達甦二世 | 罗马主教 教宗 1049年2月12日－1054年4月19日 | 繼任者： 維篤二世 |